# Pseudocercospora odontoglossi
Pseudocercospora odontoglossi är en svampart som först beskrevs av Prill. & Delacr., och fick sitt nu gällande namn av U. Braun 2002. Pseudocercospora odontoglossi ingår i släktet Pseudocercospora och familjen Mycosphaerellaceae.   Inga underarter finns listade i Catalogue of Life.